# Tenbury Wells
Tenbury Wells è un paese di 3 316 abitanti della contea del Worcestershire, in Inghilterra.